# La Chachalaca
La Chachalaca är en ort i Mexiko.   Den ligger i kommunen Santiago Camotlán och delstaten Oaxaca, i den sydöstra delen av landet, 400 km sydost om huvudstaden Mexico City. La Chachalaca ligger 137 meter över havet och antalet invånare är 255.
Terrängen runt La Chachalaca är kuperad åt nordost, men åt sydväst är den bergig. La Chachalaca ligger nere i en dal. Runt La Chachalaca är det ganska glesbefolkat, med 27 invånare per kvadratkilometer. Närmaste större samhälle är Ayotzintepec, 4,3 km norr om La Chachalaca. I omgivningarna runt La Chachalaca växer i huvudsak städsegrön lövskog.